# 晋察冀第一野战军
晋察冀第一野战军，也称“聂刘野战军”，是1945年11月至12月，晋察冀军区设立的在绥远省机动作战的野战军。

## 历史
1945年11月组建晋察冀第一野战军，聂荣臻兼任司令员及政治委员，耿飚任副参谋长，下辖：
- 冀察（郭天民）纵队：司令员郭天民，副政委兼政治部主任李天焕，参谋长易耀彩。
  - 第六旅：1945年10月上旬在怀安县西洋河，易满涞徐根据地一分区部队组建。第3团、第25团、第45团依次改编为第16团（团长郑三生，政委郑旭煜）、第17团（团长黄伯峰，政委刘克宽）、第18团（团长陈焕，政委陈亚夫）；新1团、新3团分散补入各团。旅长肖应棠、政治委员龙道权（兼政治部主任），参谋长宋学飞。1946年6月，第6旅第18团和冀察军区第11军分区独立团合并，组建冀察军区独立第4旅。
  - 第七旅：由平西根据地十一分区组成。第七团、新五团、第四十四团依次改称第19、第20、第21团；新4团分散补入各团。旅长肖文玖、副旅长晨光（兼参谋长）、副政治委员李水清（兼政治部主任）。1946年3月，冀察纵队在延庆地区进行整编。第九旅第二十五团（原第十三军分区第二十团）调归第七旅建制仍称第二十团，原第七旅第二十团、第九旅第二十六团分别补入第七旅第十九、二十、二十一团。
  - 第九旅：由察南十三分区组成。由第20团、北山支队扩编的第25团依次改编为第25团、第26团。旅长熊奎、副政委黄连秋。1946年3月编入第七旅。
  - 骑兵旅：旅长陈宗坤、政治委员李光辉。
- 冀中（杨成武）纵队：1945年9月初，以冀中军区机关大部组建纵队机关，司令员杨成武，政委林铁，副政委兼政治部主任李志民，参谋长沙克/陶汉章，副参谋长陶汉章。共24439人。1945年10月初到张家口地区。根据命令第1、2、3支队分别改称为第11旅、12旅、13旅。原第1支队所辖各团依次改为第31团、第32团、第33团。第2支队所辖各团依次改为第34团、第35团、第36团。原第3支队所辖各团依次改为第37团、第38团、第39团。纵队直辖第77团第32团分别改为第40团和第41团。9月28日至11月2日，第12旅发动蔚(县)广(灵)暖(泉)战役，歼敌3700人，察南全部解放；10月18日至12月14日，纵队率领第11、第13旅参见绥远战役，歼敌3000余人。1946年1月停战后在沙城、新保安、怀来整训。冀中黄寿发纵队和1943年源自冀中的延安教导二旅第五团、独立团编入。
  - 第11旅：冀中第七分区组建第1支队。旅长杜文达 代理政委廖鼎琳 副旅长兼参谋长黄光明 政治部主任韩庄。辖第31团（由第36地区队改编得第22团，团长萧治华，政委白振刚）、第32团（第45地区队改编的第26团，团长谷恒瀛，政委李静，参谋长梁璞）、第33团（由第32地区队改编，团长谢洪恩，政委贺明）。1946年3月第32团并入第33团，1946年5月随第11旅改编为冀中独立第8旅；1946年3月第31团与延安教导二旅独立团、杨成武纵队直属第41团合编为第13旅32团。
  - 第12旅：冀中第八分区组建。旅长贾士珍 政委周彪 副旅长兼参谋长宋学飞，政治部主任张迈君。辖第34团（原冀中军区第23团一部与任（丘）河（间）支队于1941年改编为第33地区队，1945年5月恢复第23团番号，团长张行忠，政委张文宣）、第35团（由冀中军区原第33团一部，与清（苑）建（国）交（河）支队1941年合编的冀中军区第41地区队，1945年8月升级为第61团，团长万振西，政委龚有源）、第36团（1945年8月由第8军分区武强县大队、任（邱）河（间）县大队合编升级第65团，团长王寿仁，政委王泽）。 1946年4月第36团分编入第34、第35团。
  - 第13旅：冀中第九分区组建。旅长王道邦兼政委，副支队长宋玉琳，代参谋长雷溪，政治部主任刘光裕。辖第37团（1938年由河北游击军第5团、第6团编成的八路军第3纵队兼冀中军区独立第1团，1939年改称冀中军区第24团，是始终坚持战斗在冀中军区的主力团队，团长张英辉，政委王功学）、第38团（1944年由原24团5连与任丘县大队合编的第42地区队，1945年7月升级为27团，团长李继高，政委陈其峰）、第39团（1942年由冀中军区第33团第2营，游击第4总队独立营，第24团一部合编为第32地区队，1945年7月升级为第28团，团长钟英，政委杨栋梁）。1946年3月，陕甘宁教导2旅独立团、冀中纵队直属暂编第41团编入第32团，黄寿发纵队第76团并入冀中纵队第13旅第39团，第73团并入冀中纵队第13旅第37团。1946年6月24日，第38团调归冀中军区，第32团、第37团、第39团依次改称第8旅第22、第23、第24团。
  - 纵队直辖： 第40团（1941年由冀中军区警备旅第2团一部和游击总队独立营编成的冀中军区第31地区队、第44地区队，1945年4月升级为第六分区第32团，团长徐信，政委李克忠）、第41团（1941年编成的冀中军区第39地区队，1945年4月升级为第十分区第77团，团长顾同舟，政委陈继德）
- 冀晋（陈正湘）纵队：辖2、4旅。副司令员陈正湘  政委王平  参谋长唐子安
  - 第三旅：以第4分区所属部队和第3分区一部组建。旅长马龙  政委傅崇碧  参谋长钟天法 政治部主任边疆。辖第1团（四分区第30团与浑源支队合编，团长陈信忠，政委张华）、第10团（四分区47团、行唐支队、正定支队合编，团长巫德久，政委王元和）、第12团（三分区定唐支队、曲阳支队合编，团长曾万彪，政委王新生）
  - 第四旅：1945年9月冀晋军区第5军分区(前晋察冀军区第4军分区）主力组建第4旅。旅长陈仿仁，政委黄文明，副旅长兼参谋长杜瑜华，政治部主任蔡畅元。辖第5团、第6团、第11团。1946年6月冀晋(陈正湘）纵队改称晋察冀军区第4纵队，4旅改称11旅。1946年11月第11旅调归察哈尔军区为独立第11旅。1947年1月，第11旅编入晋察冀军区第三纵队，改称第9旅

1945年12月15日，晋察冀军区撤销第一野战军指挥机构，野战部队归晋察冀军区直辖。